# Europacup I hockey mannen 1982
De 9de Europacup I hockey voor mannen werd gehouden in Versailles. Het deelnemersveld bestond uit 8 teams. Het Russische Dinamo Alma Ata won deze editie door in de finale Klein Zwitserland te verslaan.

## Uitslag poules

### Poule A
| Team                 | Pnt | GS | W | G | V | DV | DT | DS  |
| -------------------- | --- | -- | - | - | - | -- | -- | --- |
| 1. Klein Zwitserland | 6   | 3  | 3 | 0 | 0 | 20 | 4  | +16 |
| 2. Slough HC         | 4   | 3  | 2 | 0 | 1 | 13 | 3  | +10 |
| 3. Gladbacher HTC    | 2   | 3  | 1 | 0 | 2 | 7  | 17 | -10 |
| 4. SG Amsicora       | 0   | 3  | 0 | 0 | 3 | 5  | 21 | -16 |

Uitslagen
- Gladbacher - Amsicora 5-3
- Klein Zwitserland - Slough 2-1
- Klein Zwitserland - Amsicora 9-1
- Slough - Gladbacher 5-2
- Amsicora - Slough 1-7
- Klein Zwitserland - Gladbacher 9-2

### Poule B
| Team                     | Pnt | GS | W | G | V | DV | DT | DS |
| ------------------------ | --- | -- | - | - | - | -- | -- | -- |
| 1. Dinamo Alma Ata       | 5   | 3  | 2 | 1 | 0 | 5  | 0  | +5 |
| 2. Real Club de Polo     | 4   | 3  | 1 | 2 | 0 | 6  | 1  | +5 |
| 3. Royal Uccle Sport THC | 2   | 3  | 1 | 0 | 2 | 3  | 10 | -7 |
| 4. Lisnagarvey HC        | 1   | 3  | 0 | 1 | 2 | 5  | 2  | -3 |

Uitslagen
- Uccle sport - Lisnagarvey 3-1
- Real Polo - Dinamo Alma 0-0
- Real Polo - Lisnagarvey 1-1
- Dinamo Alma - Uccle sport 4-0
- Dinamo Alma - Lisnagarvey 1-0
- Real Polo - Uccle sport 5-0

## Finales 23 mei 1983

### Finale
- Dynamo Alma Ata 4-3 HC Klein Zwitserland

### Plaats 3
- Real Club de Polo 3-1 Slough HC

### Plaats 5
- Gladbacher HTC 5-2 Uccle Sport

### Plaats 7
- Lisnagarvey HC 2-1 SG Amsicora Cagliari

## Einduitslag
1. Dinamo Alma Ata
2. HC Klein Zwitserland (titelverdediger)
3. Real Club de Polo de Barcelona
4. Slough HC
5. Gladbacher HTC
6. Royal Uccle Sport THC
7. Lisnagarvey HC
8. SG Amsicora